# Shin Captain Tsubasa
Shin Captain Tsubasa (新キャプテン翼?) è il sequel della serie anime Holly e Benji (Captain Tsubasa), composta da 13 OAV, distribuiti in Giappone da luglio 1989 al luglio 1990. Narra le vicende del manga dal vol. 26 al vol. 36. In questa serie la nazionale nipponica U-16 partecipa al Mondiale U-16 vincendolo a sorpresa, battendo in finale la Germania Ovest 3-2. Per ragioni ignote non è stata realizzata la versione anime dell'ultimo volume del manga; in quest'ultimo volume si vedeva Tsubasa debuttare nella nazionale maggiore, fidanzarsi con Sanae e partire per il Brasile. 
In Italia è stata trasmessa come serie televisiva nel 1995 su Canale 5, con il titolo Che campioni Holly e Benji!!!, subito dopo le repliche della prima serie (con questo stesso titolo, in Italia, verrà trasmessa anche la terza serie Captain Tsubasa J).
Per l'occasione venne realizzata una nuova sigla italiana con l'omonimo titolo Che campioni Holly e Benji!!!, cantata da Cristina D'Avena e Marco Destro (comprendendo nel video anche un mix di immagini originali della Shin). Questa sigla sostituì anche la vecchia Holly e Benji, due fuoriclasse quando vennero trasmesse le repliche della stessa prima serie. Essa rimase anche con la trasmissione della seguente serie Captain Tsubasa J, nel 1999, poiché quest'ultima fu intitolata nella stessa maniera. In tutte le trasmissioni di questo sequel, le sigle giapponesi So Long Dear Friend di JETZT, e Saigo no First Kiss di Maimoku Sakura, furono sostituite da quella italiana.
Per un errore degli adattatori, nell'edizione italiana il calciatore dello Shin Ralph Peterson, chiamato Makoto Soda, si chiama Sam Reynolds.

## Trama

### Il difficile ambientamento
La serie inizia con Tsubasa che ricorda la partita Nankatsu vs. Toho finita 4 - 4. Non viene convocato dalla nazionale per il suo infortunio alla gamba. Ma raggiungendoli agli allenamenti scopre che gli è stata assegnata la maglia n.10. Il Giappone, sbarcato in Germania Occidentale per preparare il Mondiale in Francia, ha un inizio difficile, perdendo 5-1 contro l'Amburgo di Schneider e 3-0 contro il Brema, tanto che l'Italia si rifiuta di giocare l'amichevole. Con l'arrivo di Tsubasa in squadra i nipponici conquistano 3 vittorie nelle ultime partite di preparazione. Si aggregheranno al gruppo anche Misaki e Wakabayashi.

### Tsubasa vs. Dario Belli
Il Giappone esordisce contro l'Italia: gli asiatici inizialmente attaccano ma il portiere italiano Dario Belli (Gino Hernandez nella versione originale) para tutti i suoi tiri. In contropiede l'Italia segna l'uno a zero. Uno dei gemelli Tachibana viene sostituito da Misaki che fa un assist a Tsubasa che segna l'uno pari. Al novantesimo e ultimo minuto Hyuga segna il gol della vittoria.

### Tsubasa vs. Jorge Ramirez
Qualche giorno dopo l'Italia gioca contro l'Argentina e perde 5-0, complice la non perfetta forma fisica del portiere Dario Belli, infortunatosi alla mano durante l'incontro contro il Giappone. Il Giappone quindi deve assolutamente battere l'Argentina perché anche in caso di parità l'Argentina passerebbe il turno per differenza reti.
La partita inizia e l'Argentina si porta subito sul 3-0 grazie a una tripletta di Jorge Ramirez (Juan Diaz nella versione originale). Il Giappone si riprende e segna il 3-1 con Hyuga poi i Tachibana segnano il 3-2 con lo Skylab twin shot (appoggiandosi ai piedi di Jito) ma sbattono contro i pali e si infortunano. Nella ripresa Misaki pareggia con una rovesciata ma l'Argentina ripassa in vantaggio grazie a una rete di Diaz che segna dopo aver dribblato otto giocatori giapponesi. Ma Hyuga pareggia di testa e il neo entrato Jun Misugi segna il gol della vittoria con una rovesciata. Un ultimo tiro argentino viene fermato da Ishizaki e il Giappone accede alle semifinali.

### Tsubasa vs. Pierre Le Blanc
Il Giappone incontra la Francia in semifinale. La partita inizia bene per i nipponici che marcano al meglio gli assi europei Pierre Le Blanc (El Cid Pierre nella versione originale) e Luis Napoleon con Misaki e Soda, e Tsubasa segna alla prima occasione; immediata la reazione della Francia che pareggia con lo slider shot di Pierre; poco dopo l'arbitro espelle Soda per gioco pericoloso su Napoleon e concede un rigore alla Francia che Pierre trasforma senza problemi; anche Tsubasa è ammonito per proteste. Cambio di fronte e Hyuga segna il pareggio ma il gol viene annullato per presunto fuorigioco e sul rovesciamento di fronte il bomber Napoleon porta sul 3-1 i padroni di casa. Il Giappone in 10 contro 11 domina la gara, Tsubasa dribbla i difensori francesi e segna il gol del 3-2 ma è il secondo gol annullato perché l'arbitro ha fischiato la fine del primo tempo pochissimo prima che la palla finisse in rete. I nipponici rientrano in campo nella ripresa più motivati che mai e si scatenano: in pochi minuti Hyuga accorcia le distanze e Tsubasa segna il gol del pareggio. Pierre riporta in vantaggio la Francia ma nel recupero il Giappone pareggia con Misaki. Anche ai supplementari viene annullato nuovamente un gol ai nipponici, ma stavolta l'arbitro aveva fischiato molto prima che la palla entrasse. Ai rigori vince il Giappone 5-4 grazie all'errore decisivo di Napoleon.

### Tsubasa vs. Karl-Heinz Schneider
Il Giappone gioca la finale contro la Germania Occidentale. A causa dell'infortunio di Wakashimazu gioca Wakabayashi. Il team nipponico si è preparato all'evenienza per riuscire a stupire i fortissimi avversari tedeschi e Wakabayashi, che milita nel campionato tedesco, ha stilato un rapportino con tutti i punti di forza e i punti deboli dei calciatori della Germania Occidentale; unico assente nell'analisi degli avversari è il portiere Reinhardt Bauer, che non ha partecipato all'ultimo campionato tedesco giovanile (si sa solo che è mancino). All'inizio del match il Giappone è subito aggressivo grazie ai consigli di Genzo, e la coppia di centrocampo Beckster-Strauss si trova subito in difficoltà contro Tsubasa e Misaki, lasciando quindi senza rifornimenti Karl Heinz Schneider e Margas.
I nipponici sono subito nelle vicinanze dell'area tedesca con Nitta, che però solamente alla vista di Bauer si pietrifica e preferisce passare a Hyuga che scarica il suo Tiger Shot, ma Bauer lo blocca. La sensazione di avere di fronte un portiere imbattibile si materializza sempre più con le facili parate che il gigante teutonico effettua sui tiri speciali dei giapponesi. Ben presto però la Germania Occidentale si stanca di restare a guardare gli attacchi del Giappone e cambia un po' gli schemi di gioco per confondere Tsubasa e compagnia: è il capitano Schneider che retrocede fino a centrocampo, riceve un passaggio, salta la difesa nipponica e scarica un tremendo Fire Shot che Wakabayashi blocca con tanto di fuoco sui guanti.
È il primo segnale della grande potenza offensiva tedesca che arriva a concretizzare i propri sforzi proprio quando Tsubasa e Hyuga avevano scoperto il possibile punto debole di Bauer (ovvero i tiri all'altezza dell'inguine, che spesso e volentieri il portierone si lascia sfuggire): Bauer rinvia lungo per Schester che avanza sulla fascia destra e con un gran numero (un Heel Pass per l'esattezza) evita la scivolata di Misaki e mette al centro per Margas; la punta di peso tedesca va sicura di testa ma viene contrastata da Jito, ed i due franano pesantemente a terra; in agguato c'è Schneider che subito salta per calciare in rovesciata, ma conoscendo ormai i miglioramenti di Genzo evita di calciare subito, si porta dietro al muro formato da Jito e Margas in modo che il portiere giapponese non possa vedere il tiro partire e scarica il Fire Shot che si insacca alla sinistra di un sorpreso Wakabayashi.
La Germania Occidentale ora conduce per 1-0, ma Tsubasa rassicura i compagni affermando di aver scoperto il punto debole di Bauer. Contrariamente alle aspettative Bauer si migliora proprio a partita in corso ed arriva a bloccare anche i tiri bassi, ma questo non demoralizza i giapponesi: verso la fine della prima frazione il centrocampo tecnico del Giappone (Tsubasa-Misaki-Sawada-Sano, in pratica 3 centrocampisti offensivi ed un regista) riprende il sopravvento e riesce finalmente a pareggiare: un Twin Overhead Pass di Hyuga e Sawada illude Bauer in quanto non è diretto in porta ma verso Misaki che conclude con un tuffo di testa, Bauer blocca la palla ma arriva Tsubasa che a piedi pari spinge da dietro Misaki, vincendo la forza del braccio di Bauer e segnando la rete dell'1-1. Tuttavia proprio allo scadere il Giappone rischia di subire il raddoppio: Schneider scappa ancora una volta e si presenta solo di fronte a Wakabayashi, calcia un tremendo Fire Shot che distrugge il berretto di Genzo ferendolo al capo, ma la palla finisce sulla traversa, scoppiando.
Dopo l'intervallo il Giappone rientra in campo più gagliardo che mai: grande azione personale di Tsubasa che arriva allo scontro con Schneider, terminato pari con entrambi a terra e la palla che resta sul posto con un effetto stranissimo; la recupera il Giappone, Tsubasa è a tu per tu con Bauer, ma invece di tirare passa indietro in rovesciata a Hyuga che sfodera il suo Neo Tiger Shot, una bomba che travolge Schneider e che per poco rompe il braccio a Bauer, portando il punteggio sul 2-1 per i nipponici.
I tedeschi si fanno un esame di coscienza, e Schneider è determinatissimo a rimontare, tutto però dipende dal centrocampo, dalla fantasia di Beckster e dall'imprevedibilità di Strauss. Ed è proprio lui a dare la scossa alla sua squadra: dopo ripetuti attacchi da parte di Strauss e compagnia lo stesso mediano tedesco sputa lo stecchino e travolge il centrocampo giapponese con una grande progressione, per poi allargare il gioco sulla destra per Beckster; a quel punto Wakabayashi ordina alla difesa di concentrarsi su Strauss, il quale riceve il passaggio di ritorno da Beckster, ma invece di controllare la palla fa velo per l'accorrente Schneider, che scarica il suo Fire Shot; Ishizaki si immola respingendo il tiro con il volto, Margas fa da sponda aerea sovrastando Matsuyama per lo stesso Schneider che carica ancora il destro, questa volta è Tsubasa ad opporsi in scivolata per ben due volte, ma Schneider con degli abili palleggi lo evita e si porta la palla sul sinistro, "il piede sbagliato" secondo Wakabayashi, in quanto non riesce a calciare il Fire Shot con quel piede: ne esce un tiro ad effetto che sorprende Genzo e si insacca a fil di palo per il 2-2.
Il Giappone è stanco e la Germania Occidentale galvanizzata, ma la partita si risolve proprio nell'ultimo minuto: Schneider ha un'ottima occasione e tira il suo Last Fire Shot che Genzo blocca in due tempi evitando il tap-in di Margas, il Giappone sale in contropiede con una serie di scambi che portano Tsubasa in condizione di tiro in rovesciata: il suo tiro è intuito da Bauer, ma non è un qualsiasi Overhead Shot, bensì un Drive Overhead Shot, con l'effetto del Drive Shot. Il tiro beffa Bauer e si insacca, bucando la rete, per il 3-2 definitivo.

## Personaggi e voci
Questa tabella racchiude solo alcuni dei personaggi più frequenti negli episodi, quindi è da considerarsi una lista parziale; inoltre alcuni di questi doppiatori hanno doppiato più di un singolo personaggio all'interno della serie.
| Personaggio                             | Doppiatore italiano                                       | Doppiatore giapponese |
| --------------------------------------- | --------------------------------------------------------- | --------------------- |
| Holly (Oliver Hutton)                   | Fabrizio Vidale                                           | Yoko Ogai             |
| Benji (Benjamin Price)                  | Giorgio Borghetti                                         | Kōichi Hashimoto      |
| Tom Becker                              | Rossella Acerbo                                           | Eiko Yamada           |
| Mark Landers                            | Vittorio Guerrieri                                        | Hirotaka Suzuoki      |
| Bruce Harper                            | Massimiliano Manfredi                                     | Hiroko Maruyama       |
| Julian Ross                             | Christian Fassetta                                        | Reiko Kitō            |
| Danny Mellow                            | Nanni Baldini                                             | Noriko Uemura         |
| Clifford Yuma                           | Sergio Luzi                                               | Ryō Horikawa          |
| Alan Crocker                            | Giorgio Milana                                            | Noriko Uemura         |
| Roberto Sedinho                         | Roberto Del Giudice                                       | Hideyuki Tanaka       |
| James Derrick                           | Francesco Pezzulli                                        | Miki Narahashi        |
| Jason Derrick                           | Francesco Pezzulli                                        | Reiko Suzuki          |
| Ted Carter                              | Fabrizio Mazzotta                                         | Ken'yū Horiuchi       |
| Philip Callaghan                        | Fabrizio Manfredi                                         | Mie Suzuki            |
| Johnny Mason                            | Julian Olivieri Orioles                                   | Kazue Ikura           |
| Sam Reynolds                            | Francesco Bulckaen                                        | Hōchū Ōtsuka          |
| Ed Warner                               | Rori Manfredi                                             | Nobuo Tobita          |
| Kirk Parson                             | Fabio Boccanera                                           | Masashi Hironaka      |
| Freddy Marshall                         | Rodolfo Baldini                                           | Kinryū Arimoto        |
| Karl Heinz Schneider                    | Corrado Conforti                                          | Keiichi Nanba         |
| Hermann Strauss                         | Massimiliano Alto                                         | Hōchū Ōtsuka          |
| Franz Schester                          |                                                           | Kappei Yamaguchi      |
| Manfred Margas                          |                                                           | Ryō Horikawa          |
| Reinhardt Bauer                         | Stefano Onofri                                            | Nobuyuki Furuta       |
| Jorge Ramirez                           | Andrea Ward                                               | Takeshi Kusao         |
| Alan Pascual                            |                                                           | Masami Kikuchi        |
| Pierre Le Blanc                         | Guido Cavalleri                                           | Yoku Shioya           |
| Louis Napoleon                          | Davide Lepore(prima voce) Alessandro Quarta(seconda voce) | Yasunori Matsumoto    |
| Dario Belli                             |                                                           | Masami Kikuchi        |
| Carlos Victorino                        |                                                           | Takehito Koyasu       |
| Diego Barbas, Allenatore dell'Argentina | Rino Bolognesi                                            | Kōzō Shioya           |
| Patty Gatsby                            | Antonella Baldini                                         | Chika Sakamoto        |
| Hashimoto (giornalista)                 |                                                           | Akira Murayama        |
| Speaker delle partite                   | Sergio Matteucci                                          | Akira Murayama        |